# Pauline Johnson
Emily Pauline Johnson, nota come E. Pauline Johnson o semplicemente Pauline Johnson, (nome Mohawk: Tekahionwake, pronunciato dageh-ion-vageh, letteralmente traducibile in doppia vita; Chiefswood, 10 marzo 1861 – Vancouver, 7 marzo 1913) è stata una scrittrice, traduttrice e attivista canadese, nota nel XIX secolo.

## Biografia
Pauline Johnson nacque a Chiefswood nel 1856 nella riserva indiana delle Sei Nazioni, nella casa costruita da suo padre George Henry Martin Johnson, poco distante da Brantford, in Ontario.

### Primi anni
George Henry Martin Johnson (1816-1884), un capo indiano della tribù dei Mohawk, e Emily Susanna Howells Johnson (1824-1898), inglese di nascita, erano i genitori di quattro bambini, dei quali Pauline era la più giovane. La madre di Pauline era immigrata negli Stati Uniti nel 1832 con suo padre, la sua matrigna e i suoi fratelli.
Contrariamente a quello che pensavano George e Emily Susanna, che la loro famiglia dalle razze miste, indiana e inglese, non sarebbe stata ben accolta socialmente, la famiglia Johnson godette di un tenore di vita abbastanza alto. La casa dei Johnson, Chiefswood, fu visitata da persone note come Alexander Graham Bell, Homer Watson e Lord Dufferin, il Governatore canadese all'epoca.
Emily e George Johnson incoraggiarono i loro quattro figli a rispettare e conoscere sia gli aspetti mohawk che quelli inglesi della loro eredità. Poiché i bambini erano nati da un padre nativo, per la legge britannica erano legalmente considerati Mohawk e reparti separati della Corona Britannica. Ma sotto il sistema di parentela Mohawk, poiché la loro madre non era Mohawk, non erano nati in un clan tribale; erano esclusi da aspetti importanti della cultura matrilineare della tribù. Il loro nonno paterno John Smoke Johnson, che era stato eletto capo onorario di Pine Tree, era un'autorità nella vita dei suoi nipoti. Raccontava loro molte storie nella lingua Mohawk, che comprendevano ma non parlavano correntemente. Pauline Johnson disse di aver ereditato il suo talento per merito dell'elocuzione di suo nonno. In tarda età espresse rammarico per non aver appreso di più della sua eredità Mohawk.

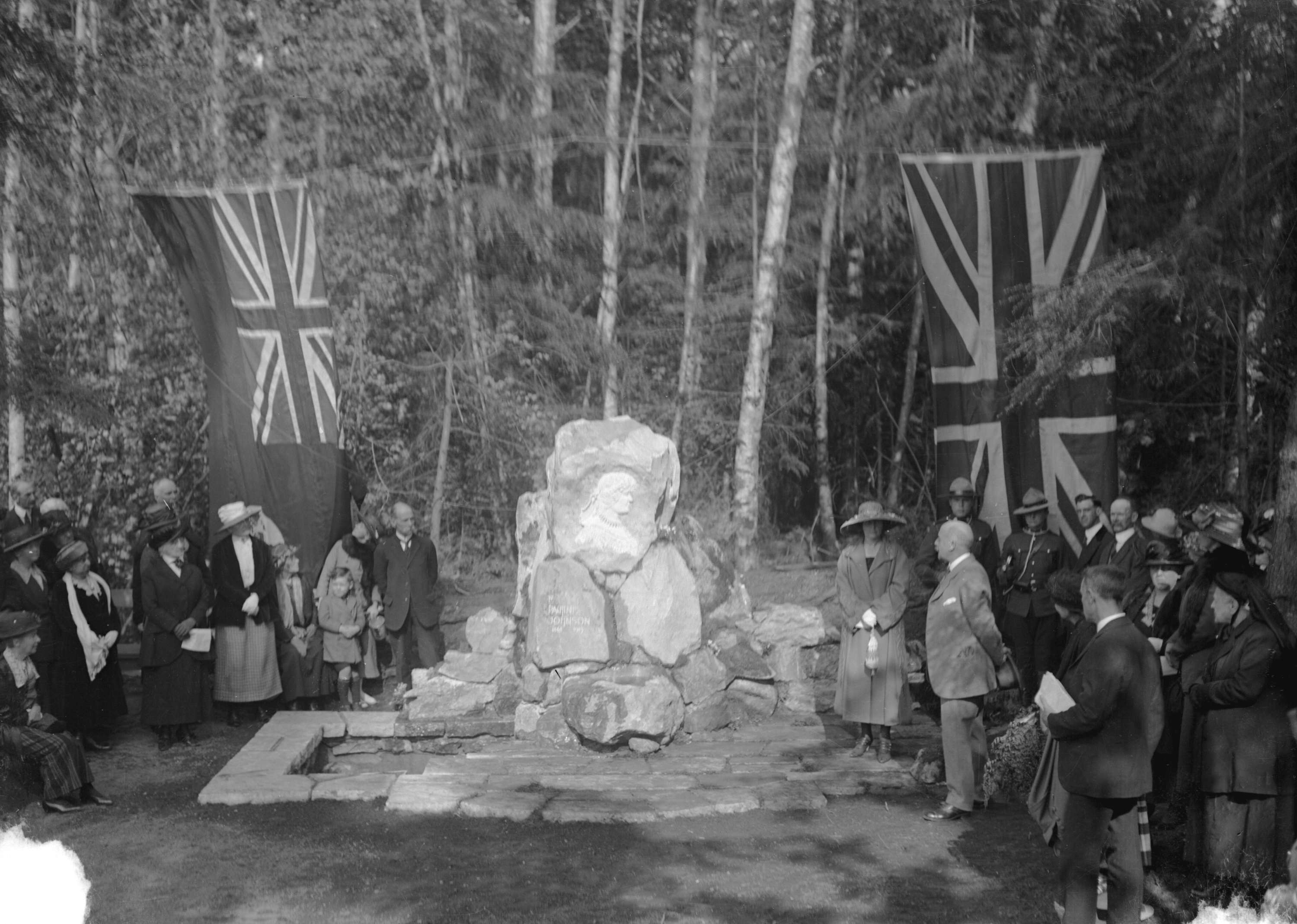
Cerimonia sulla tomba di Pauline Johnson, 1920

### Attività
Poetessa, femminista e attivista indigena dell'era vittoriana, Pauline Johnson ha documentato leggende, raccontate dal suo grande amico, Squamish Chief Joe Capilano, nel quotidiano di Vancouver, The Daily Province, e poi in un libro, "Legends of Vancouver", stampato ormai da oltre 100 anni. Le sue opere poetiche vennero pubblicate in Canada, negli Stati Uniti e nel Regno Unito.
Si è contraddistinta grazie alle sue poesie e spettacoli, i quali erano celebrativi della sua appartenenza alle First Nations. La Johnson parlava comunque inglese. Uno dei suoi più noti componimenti è The Song My Paddle Sings.
La Johnson fa parte di una generazione di scrittori alquanto noti che iniziarono a definire lo stile della letteratura canadese. Si è spenta a Vancouver il 7 marzo 1913.